# Хосе Санфилипо
Хосе Франсиско Санфилипо (шп. José Francisco Sanfilippo; Буенос Ајрес, 4. мај 1935) бивши је аргентински фудбалер који је играо на позицији нападача.

## Каријера
Санфилипо је рођен у Буенос Ајресу. Током своје клупске каријере играо је за Сан Лоренцо, Бока Јуниорс и Банфилд у Аргентини, Насионал у Уругвају, те Бангу и Баију у Бразилу.
Санфилипо је свој први првенствени гол за Сан Лоренцо постигао 21. новембра 1953. против Банфилда, и за њих је постигао 192 лигашка гола до 1962. године.
У Бока јуниорс је прешао 1963. године али је кратко после напустио клуб након дисциплинског инцидента на утакмици против свог бившег клуба Сан Лоренцо.
После напуштања Боке, након првог кола Копа Либертадорес, придружио се уругвајској екипи Национал 1964. године. Постигао је један гол против ФК Коло Коло у јединој званично утакмици ј коју је одиграо за клуб, пре него што се повредио у пријатељској утакмици.
У аргентинској првој лиги он је на петом месту по броју постигнутих голова.

## Репрезентативна каријера
На репрезентативном нивоу, Санфилипо је играо за фудбалску репрезентацију Аргентине на Светском првенству у фудбалу 1958. и Светском првенству у фудбалу 1962. године Он је дели девето место за најбољег стрелца фудбалске репрезентације Аргентине, заједно са Леополд Лукеаом, са 22 гола..

## Достигнућа

### Индивидуално
- Прва лига Аргентине у фудбалу (4): 1958 (28 голова), 1959 (31 гол), 1960 (34 гола), 1961 (26 голова)[8]
- Копа Америка: Еквадор 1959.[9]
- Копа Либертадорес: 1963 (7 голова)[10]